# João Batista Nunes
João Batista Nunes de Oliveira, dit Nunes (né le 20 mai 1954 à Cedro de São João), est un joueur de football brésilien, qui jouait au poste d'attaquant.

## Palmarès
Confiança
- Campeonato Sergipano : 1976

Santa Cruz
- Campeonato Pernambucano : 1976, 1978, 1992

Flamengo
- Coupe intercontinentale : 1981
- Copa Libertadores : 1981
- Série A : 1980, 1982, 1987
- Campeonato Carioca : 1981, 1986
  - Coupe Guanabara : 1980, 1981, 1982, 1984
- Trophée Carranza : 1980

Náutico
- Campeonato Pernambucano : 1985